# Vogesella mureinivorans
Vogesella mureinivorans ist ein obligat aerobes gramnegatives (kurz G-) Bakterium. Es ist die Typusart der Gattung Vogesella in der Familie Neisseriaceae.

## Merkmale
V. mureinivorans ist ein stäbchenförmiges und begeißeltes Bakterium (im Durchschnitt 3,5 µm × 0,5 µm groß), dass zum Leben elementaren Sauerstoff benötigt (obligat aerob). Es besitzt eine dünne, einschichtige Mureinhülle, die etwa 5–10 % der Trockenmasse ausmacht. Die Fortbewegung erfolgt mittels eines einzelnen polaren Flagellums. Bei der Gram-Färbung lässt es sich weder mit Kristallviolett noch mit Iod einfärben (gramnegativ). Es baut die Peptidoglycane ab.
Die Vermehrung erfolgt asexuell durch Zellteilung.

### Genetik
Die phylogenetische Analyse der 16S rRNA-Gensequenz (Stamm 389 T) zeigte eine Übereinstimmung der Nukleotiden von 99,1 % mit Vogesella perlucida, 96,9 % mit Vogesella indigofera und 96,8 % mit Vogesella lacus.
Bei einer Konjugation können Bakterien mit Hilfe Sexpili die DNA untereinander austauschen (horizontaler und vertikaler Gentransfer).

### Pathogenität
Bei V. mureinivorans wurde weder eine Pathogenität noch eine Toxizität festgestellt.

## Erstbeschreibung
Das V. mureinivorans wurde im Jahr 2010 aus dem Trophiesystem (Mesotroph) des Meerwassers nördlich der Insel Seeland (Dänemark) isoliert. Die Erstbeschreibung nahm die Forschergruppe bei der Universität Kopenhagen vor: Niels Ole Gersler Jørgensen, Ole Nybroe, Kristian Koefoed Brandt, Michel Hansen – die Veröffentlichung erfolgte im Oktober 2010.